# Francisco Alvarado Arellano
Francisco Alvarado Arellano (San José de los Llanos, estado Táchira, Venezuela, 16 de junio de 1840-Caracas, Venezuela, 5 de octubre de 1917) fue un militar y político tachirense destacado por participar en la Guerra Federal al lado del general Pedro Manuel Rojas, hasta alcanzar el grado de general. También fue diputado nacional por el Táchira.

## Biografía
Sus padres fueron José Ignacio Alvarado y María Encarnación Arellano. Empezó a estudiar en la escuela municipal de Lobatera y en 1853 por necesidad económica viajó a Cúcuta y se empleó en una farmacia para seguir estudiando.

### Vida militar
A los 18 años se dedicó en Pregonero (estado Táchira) al comercio pecuario y allí se encontraba cuando estalló la Guerra Federal en 1859. En Barinas se sumó a las fuerzas federales que comandaba el general Pedro Manuel Rojas. Arellano combatió durante los cinco años de la guerra (1859-1863) hasta alcanzar el grado de general.

### Vida política

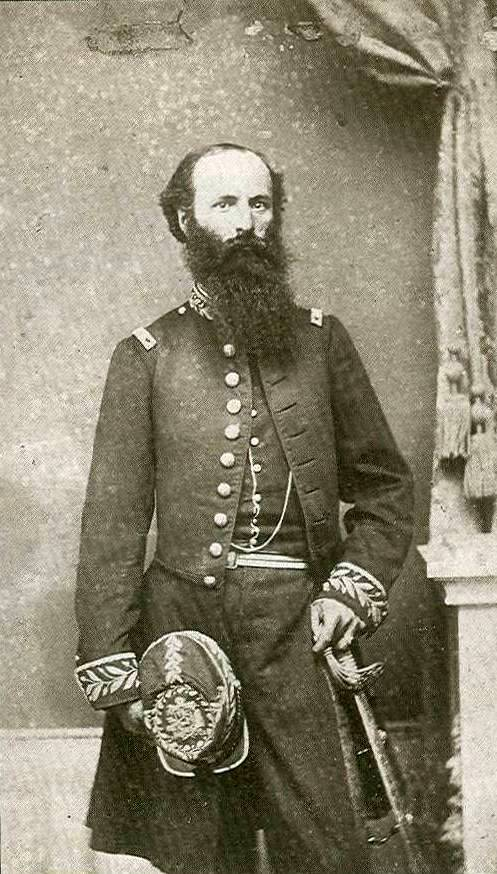
Antonio Guzmán Blanco.

Concluida la guerra Alvarado empezó a abrirse paso en la política regional: se desempeña como prefecto de Táriba, es designado miembro de la Legislatura del estado por San Juan de Colón y en 1867 resulta elegido diputado nacional por el Táchira. Sin embargo, al triunfar la Revolución azul (1868) se exilió en Cúcuta.
En 1870, al asumir Antonio Guzmán Blanco el control de la nación regresó a Táchira para continuar en la lucha política. Es nombrado procurador del Estado y más tarde jefe de armas de la región. Asistió en calidad de delegado liberal por su estado natal a la primera Constituyente del Gran Estado Los Andes, instalada en Timotes. Entre 1884 y 1885 fue gobernador del Táchira y, a finales de 1886, presidente del Gran Estado Los Andes. En junio de 1886 se produjo el inesperado alzamiento del oficial Jorge Torcuato Colina, quien tomó el control del estado Táchira. 
Después de un corto exilio en Colombia, Alvarado Arellano regresó como ferviente antiguzmancista al Congreso Nacional en calidad de senador por el Táchira. En 1888 se residenció en Caracas. En 1899, el presidente Ignacio Andrade le encomendó la jefatura de una división para detener la invasión de Cipriano Castro, pero renuncia al nombramiento por discrepancias con los otros jefes militares.
Su última actuación castrense fue en el combate de Cordero (28 de julio de 1899). Retirado de la política, escribió Memorias de un tachirense del siglo xix, que narra las andanzas de un hombre de vida agitada en tiempos de violencia. Alvarado murió en la más absoluta pobreza en 1917.

## Cargos desempeñados
- Comercio pecuario en Pregonero (estado Táchira) en 1859.
- Combatiente de las fuerzas federales en la Guerra Federal al lado del general Pedro Manuel Rojas.
- General de las fuerzas federales al culminar la guerra en 1863.
- Prefecto de Táriba.
- Miembro de la Legislatura del estado por Colón.
- Diputado nacional por Táchira.
- Gobernador de Táchira.
- Presidente del Gran Estado Los Andes.
- Senador de Táchira.
- Jefe de división de Ignacio Andrade.

## Obras escritas
- Memorias de un tachirense del siglo xix